# Sheema Kalbasi
Sheema Kalbasi, née le 20 novembre 1972 à Téhéran,  est une poètesse, militante politique, écrivaine et cinéaste irano-américaine sur les questions féminines. Les principaux écrits et sujets d'activité de Kalbasi portent sur les réfugiés et leurs droits, les Droits de l'homme, la critique des lois religieuses, la Liberté d'expression et les déficiences des droits sociaux. Elle est également active dans le domaine des questions féminines et du féminisme, des droits des enfants et des minorités,. Sheema Kalbasi est membre fondateur du groupe Farshgerd, qui soutient Reza Pahlavi. 

## Biographie
Sheema Kalbasi est née le 20 novembre 1972 à Téhéran. 
Son père est un officier de la SAVAK. Concernant son intérêt pour l'écriture de poésie, elle a déclaré que Hafez Shirazi l'a influencée. Elle écrit son premier poème à l'âge de huit ans. Elle vit quelque temps au Pakistan et s'engage dans l'enseignement aux enfants réfugiés volontaires bahá'ís à Lahore et à différents groupes ethniques à Islamabad. 
Elle considère que les problèmes en Iran tels que les exécutions, la lapidation et la manière dont le gouvernement de la République islamique traite les minorités religieuses et ethniques, les syndicats, les étudiants et les militants des droits des femmes constituent des violations des droits de l'homme. 

## Activisme
Elle est l'une des signataires de la déclaration de 14 militantes politiques à l'étranger. Elle est également l'une des 40 personnes fondatrices de l'organisation Farashgard renommée ensuite Iran Revival, un mouvement d'opposition visant à changer le gouvernement iranien. Elle est également l'une des 267 personnes qui ont signé la lettre de protestation contre le baha'isme en Iran

## Filmographie
- Les femmes en première ligne, documentaire, 2013.
- Pour le rêve de conduire - Simin Behbahani, 2013.
- Banafsheh Hijazi - déception, 2013.
- J'ai été appelé dans ce monde - Flamme Volpe, 2013.
- Farzaneh Qavami - Parc, 2013.